# Karpinsk
Karpinsk (en russe : Карпинск) est une ville minière de l'oblast de Sverdlovsk, en Russie. Sa population s'élevait à 28 236 habitants en 2013.

## Géographie
Karpinsk est arrosée par la rivière Touria, dans le bassin de l'Ob, et se trouve à 11 km à l'ouest de Krasnotourinsk, à 328 km au nord de Iekaterinbourg et à 1 395 km à l'est-nord-est de Moscou.

## Histoire
Le village de Bogoslovsk (en russe : Богосло́вск) fut fondé en 1759 ou 1769. Elle fut l'un des principaux centre de production de cuivre de l'Oural jusqu'en 1917. L'exploitation des dépôts de charbon commença en 1911. Le 27 août 1928, Bogoslovsk accéda au statut de commune urbaine. L'exploitation des mines de charbon reprit en 1939. Bogoslovski (Богосло́вский) fusionna en 1941 avec la localité voisine d'Ougolny (У́гольный) pour former la ville de Karpinsk.

## Population
Recensements (*) ou estimations de la population
| 1836  | 1892  | 1959*  | 1970*  | 1979*  |
| ----- | ----- | ------ | ------ | ------ |
| 3 694 | 3 863 | 49 498 | 38 025 | 36 686 |

| 1989*  | 2002*  | 2010*  | 2012   | 2013   |
| ------ | ------ | ------ | ------ | ------ |
| 36 968 | 31 216 | 29 113 | 28 553 | 28 236 |

## Personnalités
Shamil Sabirov (1959-), champion olympique de boxe en 1980.